# Loggione (architettura)

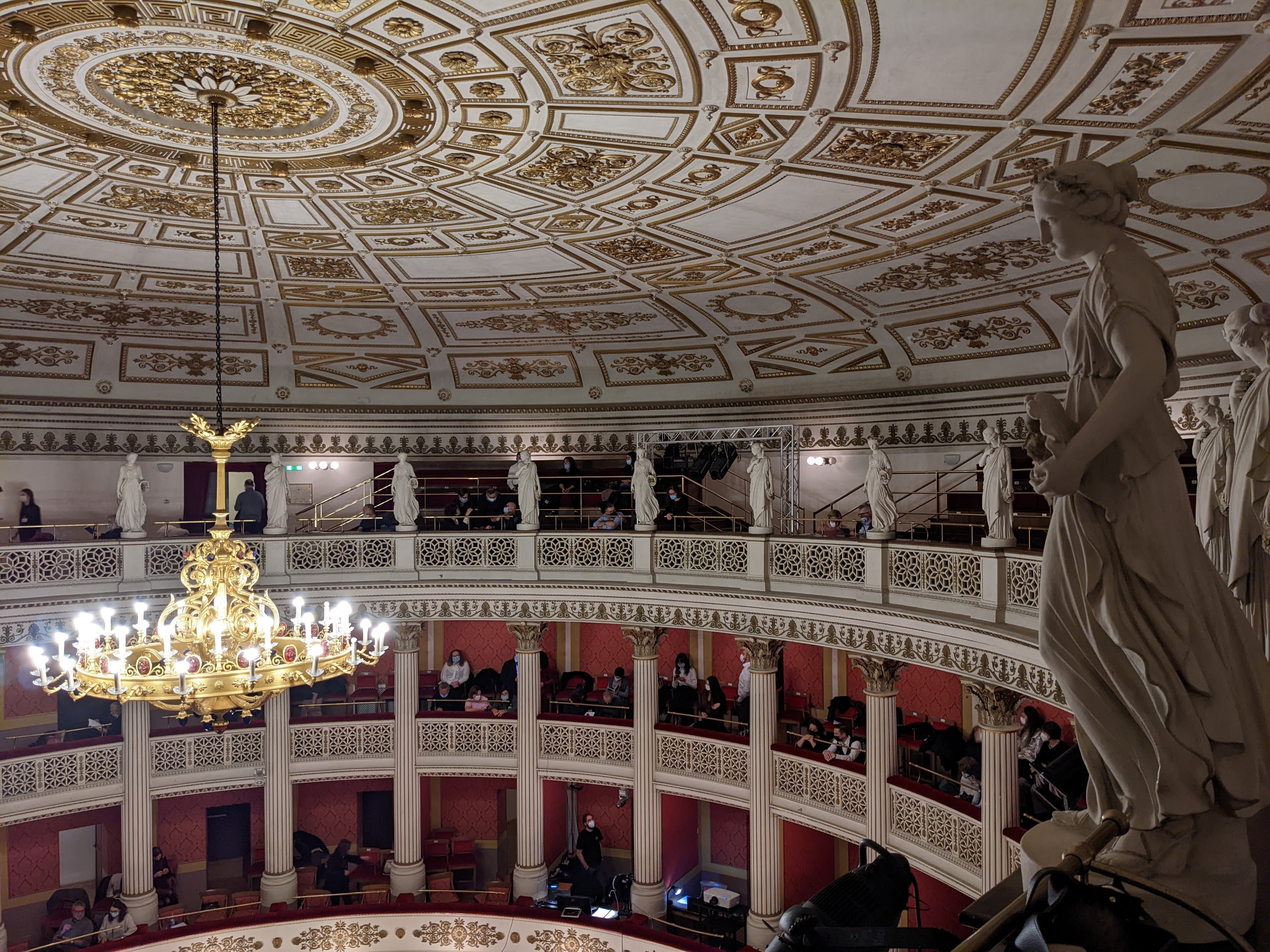
Il loggione del Teatro della Fortuna di Fano

Il loggione o piccionaia è la porzione più alta della galleria o dei palchi di teatro e cinema. Per metonimia, i termini "loggione" e "piccionaia" vengono utilizzati anche per riferirsi agli stessi spettatori. Data la lontananza dalla scena costano di meno, condizionando quindi le caratteristiche dei più tipici frequentatori, di estrazione più modesta rispetto al resto del pubblico in sala: "piccionaia" è facile riferimento alla rumorosità di tali spettatori. Il loggione del teatro, peraltro, è generalmente frequentato dal pubblico più competente, abituale, ed esigente. Questi spettatori sono mossi unicamente dall’amore per l’opera rappresentata – scegliendo posti poco comodi, marcano una distanza dagli spettatori presenti solo per motivi di prestigio, posizione, e visibilità sociale.
La parola "loggione" viene utilizzata da associazioni che raggruppa gli amanti del teatro, come la nota Associazione Amici del Loggione del Teatro alla Scala.
In ambito francese il loggione è paradis "paradiso" e in lingua inglese the gods "gli dei", forse in riferimento ai soggetti delle pitture che decoravano i soffitti: così, per ironia, i più poveri siedono vicino agli dei. Il film francese Amanti perduti (Les Enfants du paradis), definito ancora oggi una delle migliori pellicole d'oltralpe, racconta una storia legata a tale ambiente teatrale.
All'epoca del vaudeville, negli Stati Uniti ci si riferiva alla piccionaia come peanut gallery, poiché vi venivano vendute le arachidi quale snack a basso costo. Negli anni 1940 un programma televisivo per bambini, Howdy Doody, chiamava Peanut Gallery la giuria di 40 bambini. Sempre negli States, la porzione più popolare delle gradinate degli stadi sportivi è detta nosebleed section "sezione del naso sanguinante", in riferimento alla vivacità dei frequentatori.

## Curiosità
Un celebre brano del cantautore Paolo Conte, appartenente all'album Un gelato al limon (1979), s'intitola Dal loggione. La canzone racconta i turbamenti di un uomo innamorato di una donna sposata, il quale, dall'alto di un loggione di un teatro durante un concerto musicale, contempla segretamente lei seduta in platea, esorcizzando infine la sofferenza d'amore nella fusione con la musica.